# Гужово (Ярославская область)
Гужо́во — село в Даниловском районе Ярославской области, входит в состав Даниловского сельского поселения. 

## География
Находится в 34 км от Данилова по автомобильной дороге Череповец — Данилов. 

## История
До постройки каменной церкви в селе существовал деревянный храм. Дьячок этого храма Иван Прохорьев в 1612 году выступил устроителем церкви во имя Святого пророка Илии и монастыря в Рябиновой Пустыни, расположенной в месте впадении речки Черная Ушлонка в Ухру. Каменная Богословская церковь была построена в 1812 году с престолами во имя Рождества Богородицы, во имя Иоанна Богослова и Николая Чудотворца. В 1862 году трапезная храма увеличена в длину, колокольня переложена. 
В конце XIX — начале XX века село входило в состав Ермаковской волости Даниловского уезда Ярославской губернии.
С 1929 года село являлось центром Гужевского сельсовета Даниловского района, с 1954 года — в составе Ермаковского сельсовета, с 2005 года — в составе Даниловского сельского поселения.

## Население
| 1859 | 1914 | 2002 | 2007 | 2010 |
| ---- | ---- | ---- | ---- | ---- |
| 109  | ↘99  | ↘75  | ↘69  | ↘60  |

## Достопримечательности
В селе расположена недействующая Церковь Иоанна Богослова (1812).

## Транспорт
Село расположено в непосредственной близости к автодороге регионального значения 78К-0010 «Данилов — Пошехонье».
Гужово обслуживается пригородными автобусными маршрутами №№ 104 Данилов — Гужово, 108 Пошехонье — Гужово, междугородними маршрутами №№ 530 Ярославль — Пошехонье (через ЯОКБ), 530К Ярославль — Пошехонье, 537 Ярославль — Пошехонье.

## Улицы
Центральная.